# Gustafsson 3 tr
Gustafsson 3 tr är en svensk komediserie som hade premiär den 25 september 2011 på TV4. För medlemmar på TV4 Play Premium fanns första avsnittet tillgängligt från 15 september men den 23 september drog TV4 tillbaka förhandsvisningen. Premiäravsnittet sågs av 1,516 miljoner.
Serien handlar om tre olika figurer från olika generationer. De spelas av komikern Robert Gustafsson, som även ligger bakom idén till serien. Handlingen kretsar kring en bostadsrättsförening någonstans i Sverige. Övriga skådespelare som medverkar är bland andra Dan Ekborg, Peter Haber, Magdalena In de Betou, Meg Westergren, Henrik Hjelt, Ana Gil de Melo Nascimento, Soran Ismail, Ida Engvoll och Rafael Edholm.
Seriens regissör är Kjell Sundvall och inspelningen av första säsongen påbörjades i april 2011 och pågick fram till midsommar samma år.

## Avsnitt

### Säsong 1
| Serie # | Säsong # | Titel                   | Regisserad av                      | Manus av            | Sändningsdatum    | Tittarantal (miljoner) |
| --- | -------- | ----------------------- | ---------------------------------- | ------------------- | ----------------- | ---------------------- |
| 1 | 1        | "Hotfull hyresgäst"     | Kjell Sundvall & Robert Gustafsson | Rikard Ulvshammar   | 25 september 2011 | 1,516                  |
| Fredrik måste handskas med den nya stökiga och hotfulla hyresgästen och Herman får problem med familjen Schultz som flyttat in. Gottfrid vill få en snygg dam som hemhjälp och börjar spela senil.                                                                |          |                         |                                    |                     |                   |                        |
| 2 | 1        | "Fönstret mot gården"   | Kjell Sundvall & Robert Gustafsson | Jacob Seth Fransson | 2 oktober 2011    | 1,405                  |
| Gottfrid övervakar sina grannar och ser någon hålla i en blodig kniv. Fredrik försöker göra sig av med sina porrtidningar och alla letar efter fru Lundkvist som försvunnit.                                                                                      |          |                         |                                    |                     |                   |                        |
| 3 | 1        | "Kändis flyttar in"     | Kjell Sundvall                     | Ola Norén           | 9 oktober 2011    | 1,142                  |
| Fredrik vill kasta sin soffa men lyckas aldrig och Lasse Berghagen har flyttat in och Fredrik fjäskar för honom. Herman ger också Lasse en CD-skiva med sina egna låtar.                                                                                          |          |                         |                                    |                     |                   |                        |
| 4 | 1        | "Vera på vift"          | Kjell Sundvall                     | Johan Ohlson        | 16 oktober 2011   | 1,101                  |
| Fredrik blir barnvakt till grannens barn, men låter Herman ta hand om dem då hans egen dotter försvinner. Samtidigt försöker Herman förstöra festen hos det homosexuella paret i huset.                                                                           |          |                         |                                    |                     |                   |                        |
| 5 | 1        | "Fredriks nya mamma"    | Kjell Sundvall                     | Rikard Ulvshammar   | 23 oktober 2011   | 0,923                  |
| Gottfrid går på dejt med en yngre dam och Veronica hamnar i ålderskris och ändrar klädstil. Herman upptäcker att någon sätter upp lappar i huset och försöker får reda på veta vem som gjort lapparna.                                                            |          |                         |                                    |                     |                   |                        |
| 6 | 1        | "Gårdsfesten"           | Kjell Sundvall                     | Vasa                | 30 oktober 2011   | 0,844                  |
| Herman har hand om gårdsfesten och vill att den är som 1933. Fredriks gamla skolkompis renoverar en lägenhet svart och Fredrik ljuger för att inte avslöja en hemlighet.                                                                                          |          |                         |                                    |                     |                   |                        |
| 7 | 1        | "Högljudd sex"          | Kjell Sundvall                     | Stefan Wiik         | 6 november 2011   | 0,792                  |
| En ung kille hyr Hermans förråd och Gottfrid börjar sitta i rullstol bara för att få hemtjänst. Grannarna tröttnar också på det kärleksälskande paret i huset. |          |                         |                                    |                     |                   |                        |
| 8 | 1        | "Arbetshelg"            | Kjell Sundvall                     | Ola Norén           | 13 november 2011  | 0,710                  |
| Alla i föreningen får uppgifter som de ska utföra och Fredrik ger sina uppgifter till Herman. Gottfrid får tar hand om råttorna. |          |                         |                                    |                     |                   |                        |
| 9 | 1        | "Listan"                | Kjell Sundvall                     | Vasa                | 20 november 2011  | 0,748                  |
| Fredrik tror att han kommer dö om tre månader och gör en lista vad han vill göra resten av sitt liv. Herman har jobbat 25 år som vaktmästare men ingen kommer ihåg det och han misstas för moderat. Gottfrid vill fortsätta äta sin medicin som han avråds ifrån. |          |                         |                                    |                     |                   |                        |
| 10 | 1        | "Fredrik bor på vinden" | Kjell Sundvall                     | Ola Norén           | 27 november 2011  | 0,786                  |
| Fredrik får flytta in på vinden och Veronica börjar dejta. Herman besöker en terapeut, precis det som fick Fredrik och Veronica att gå skilda vägar. |          |                         |                                    |                     |                   |                        |

### Säsong 2
| Serie # | Säsong # | Titel                 | Regisserad av  | Manus av          | Sändningsdatum   | Tittarantal (miljoner) |
| --- | -------- | --------------------- | -------------- | ----------------- | ---------------- | ---------------------- |
| 1 | 2        | "Du är inte min son"  | Kjell Sundvall | Sara Andersson    | 12 oktober 2012  | 0,802                  |
| Fredrik börjar på Seniorpoolen och får där ta hand om sin pappa som låtsas vara 90 år och dement. Herman blir kattvakt åt fru Lundkvists katt Majsan.                                                                             |          |                       |                |                   |                  |                        |
| 2 | 2        | "Demoner, demoner!"   | Kjell Sundvall | Vasa              | 19 oktober 2012  | 0,683                  |
| Fredrik och Veronica låter hans chef Börje bo hos dem några dagar men de blir inte glada då han tar med sin dotter. Herman blir berusad efter att ha druckit lite vin och Gottfrid kan inte sova då något ligger under hans säng. |          |                       |                |                   |                  |                        |
| 3 | 2        | "Valkampanjen"        | Kjell Sundvall | Pontus Edgren     | 26 oktober 2012  | 0,684                  |
| Börje ställer upp mot Fredrik i valet av ordförande i bostadsrättsföreningen. Fru Lundkvist har vunnit en bil men eftersom hon inte har körkort lär Herman henne köra bil.                                                        |          |                       |                |                   |                  |                        |
| 4 | 2        | "Tord på besök"       | Kjell Sundvall | Anders S. Nilsson | 2 november 2012  | 0,638                  |
| Tord som är kusin till Gottfrid hälsar på. Veronica vill byta efternamn men det vill inte Fredrik. Herman lär sig varför det är viktigt att sopsortera.                                                                           |          |                       |                |                   |                  |                        |
| 5 | 2        | "Grabbkväll"          | Kjell Sundvall | Rikard Ulvshammar | 9 november 2012  | 0,611                  |
| Fredik har en grabbkväll då Veronika är borta. Sanna startar ett hunddagis och Herman tar hjälp av Stalin för att slippa plocka upp hundbajs.                                                                                     |          |                       |                |                   |                  |                        |
| 6 | 2        | "Sköna hem"           | Kjell Sundvall | Frans Wiklund     | 16 november 2012 | 0,776                  |
| Fredrik och Veronica lånar ut sin lägenhet till en filminspelning och Veronica försöker få en roll i filmen. Gottfrid får dåligt samvete för sitt faderskap och Herman börjar hungerstrejka.                                      |          |                       |                |                   |                  |                        |
| 7 | 2        | "Parterapi"           | Kjell Sundvall | Anders S. Nilsson | 23 november 2012 | 0,674                  |
| Veronica och Fredrik går på parterapi för att få bättre sexliv. Sanna och Herman börjar satsa på att utöka folkbildningen och Gottfrid blir skådespelare.                                                                         |          |                       |                |                   |                  |                        |
| 8 | 2        | "Doktorn kan komma"   | Kjell Sundvall | Frans Wiklund     | 30 november 2012 | 0,680                  |
| Sanna vill göra sin före detta kille svartsjuk genom att visa upp en ny framgångsrik pojkvän för honom. Gottfrid tar hjälp av barnvagnar för att ragga på damerna.                                                                |          |                       |                |                   |                  |                        |
| 9 | 2        | "Fru Lundkvists ex"   | Kjell Sundvall | Rikard Ulvshammar | 7 december 2012  | 0,896                  |
| Fru Lundkvists gamla pojkvän George flyttar in till henne vilket gör Herman svartsjuk. Herman tar nu hjälp av Sanna för att imponera på henne. Veronika försöker åka iväg på en tjejhelg.                                         |          |                       |                |                   |                  |                        |
| 10 | 2        | "Jag är inte otrogen" | Kjell Sundvall | Rikard Ulvshammar | 7 december 2012  | 0,469                  |
| Veronica och Fredrik funderar på om man är otrogen om man chattar med andra. Börje har satsat bostadsrättsföreningens pengar i fonder som gått med förlust och satsar resten av kapitalet i en sak på fyra ben.                   |          |                       |                |                   |                  |                        |

## DVD/BLU-RAY
| Säsong | Avsnitt | Releasedatum    |
| ------ | ------- | --------------- |
| 1      | 1-10    | 7 december 2011 |
| 2      | 1-10    | 5 december 2012 |

## Rollfigurer

### Återkommande rollfigurer
- Robert Gustafsson - Fredrik Gustafsson
- Robert Gustafsson - Gottfrid Gustafsson
- Robert Gustafsson - Nils Emanuel Herman, fastighetsskötaren
- Magdalena In de Betou - Veronica Gustafsson
- Matilda Esselius - Vera Gustafsson
- Allan Svensson - Börje Hallgren
- Cecilia Forss - Sanna Hallgren, dotter till Börje
- Ana Gil de Melo Nascimento - Jenny
- Bengt Braskered - Ulf Schultz
- Lotta Östlin Stenshäll - Lotten Schultz
- Amanda Lundin - Emelie Schultz
- Axel Andersson - Pontus Schultz
- Henrik Hjelt - Jonas
- Emma Peters - Beatrice
- Dan Ekborg - Skarbom
- Meg Westergren - Fru Evelyn Lundkvist
- Peter Haber - Roger
- Rafael Edholm - Ramon
- Soran Ismail - Ville

### Gästskådespelare
| - Aida Gordon: Anna - Alexander Stocks: Porrfilmsregissör - Anita Molander: Gottfrids hemhjälp - Anna-Lena Hemström: Sköterska - Anna Ulrika Ericsson: Desirée - Axelle Axell: Signhild - Bert-Åke Varg: George - Billy Höijer: Steffen Berghagen - Björn Gustafson: Tord - Christoffer Olofsson: Anders - Christoffer Svensson: Johnny - Dam Hilario: Pizzabud - Fredrik Dolk: Johan - Fredrik Silwer: Oscar - Hanna Dorsin: Cecilia - Henrik Törling: Möbelvårdsman - Henrik S. Järrel: Moderat politiker | - Ia Langhammer: Terapeut - Joacim Landin: Soffköpare - Johan Wahlström: Hemlös - Johan Ehn: Ola - Julius Fleischander: Killkompis - Ida Engvoll: Greta - Kalle Westerdahl: Martin - Karolina Wedin: Tilda - Katharina Cohen: Sexterapeut - Lasse Berghagen: Som sig själv - Lasse Petterson: Gammal man - Lina Perned: Tracy - Magnus Skogsberg Tear: Magnus - Meta Velander: Irma - Mikael Tornving: Filip - Mylaine Hedreul: Andrea - Ola Norén: Läkare 2 | - Oliver Liard Götblad: Linus - Olivia Elander: Ung kvinna - Olle Frelin: Max - Per Andersson: Anton - Per Grytt: Berghagens agent - Per Lasson: Leif Ström - Peter Järn: Hamnkapten - Rikard Ulvshammar: Läkare 1 - Ricky Dee: Hotfull hyresgäst - Sara Sommerfeld: Hemhjälp Fast Care - Sean Kelly: Sean - Stephen Rappaport: Paul Steel - Suberu Salaam: Dr Yakubu Bandele - Susanna Roald: Maria - Tess Paulsen: Birgitta - Tova Magnusson: Ulrika - Zakaria Khsassi: Bogdan |